# Rhaphidophora guamensis
Rhaphidophora guamensis är en kallaväxtart som beskrevs av Peter Charles Boyce. Rhaphidophora guamensis ingår i släktet Rhaphidophora och familjen kallaväxter. Inga underarter finns listade.